# ハニーフ
ハニーフ（アラビア語：حنيف, ḥanīf、複数形：حنفاء, ḥunafā'）とは、「離俗者」という意味で、イスラム教の信仰において、家長アブラハムの純粋な一神教を維持した人を指す。具体的には、イスラム教の前身であるジャーヒリーヤ時代に、偶像崇拝を放棄し、神への純粋な服従というアブラハムの宗教（إبراهيم, Ibrāhīm）の教義の一部または全部を保持しているとみなされた人々のことである 。この言葉はクルアーンに12回（単数形で10回、複数形で2回）登場し、イスラムの伝統では、ḥunafā'であった多くの人物が伝えられている。イスラムの伝統によれば、ムハンマド自身もハニーフであり、アブラハムの息子イシュマエルの子孫であった。
ハニーフの歴史的存在については学者の間でも議論されており、1世紀にわたる徹底的な考古学的調査の結果、イシュマエルとアブラハムが実際に存在したことを示す証拠は見つかっていない。

## 語源と歴史
この言葉は「傾く、衰える」、「横に曲がる」を意味するアラビア語の語根ḥ-n-fに由来し、同じ意味のシリア語の語根に由来する。現代アラビア語筆記のアラビア語-英語辞書では、「真の信者、正統派、自分を取り巻く偽の信条を軽蔑し、真の宗教を公言する者」と定義されている。
フランシス・エドワード・ピーターズによれば、クルアーンの3章67節(3:67)では「直立した人」と訳され、クルアーン以外では「正しい状態や傾向に傾くこと」と訳されている。W・モンゴメリー・ワットによれば、この言葉はユダヤ人やキリスト教徒が以前から「異教徒」に対して使っていたようで、シリアやアラブの古いヘレニズム化された宗教の信者に適用され、初期のイスラム教徒を愚弄するために使われていたという 。
マイケル・クックは「その正確な意味は不明」としながらも、クルアーンでは「原始的な一神教を示唆する文脈で使われており、（現代の）ユダヤ教やキリスト教と対比させる傾向がある」と述べている。クルアーンの中でハニーフは「アブラハムと強く結び付けられているが、モーゼやイエスとは決して結び付けられていない」 。
オックスフォード・イスラミック・スタディーズのオンライン版では、ハニーフを「アブラハムのモデルに例示されているように、自分のすべての事柄において完全に直立している者」と定義しており、イスラームの到来以前には「この用語は……一神教を受け入れたが、ユダヤ人やキリスト教徒のコミュニティには参加しなかった敬虔な人々を示すために使われていた」としている。
ハニフィーヤ（Hanīfiyyah）を「イブラヒムの法」と訳し、動詞 taḥannafa を「（偶像崇拝から）背を向ける」と訳す者もいる。またハニーフは「イブラヒムの宗教、ハニーフ、ムスリム」に従っていたと主張する者もいる。ワットはムスリム（意味：神に委ねる）の分詞形から生じたイスラムという動詞が、宗教を識別する記述として生まれたのは、メディナ時代後期になってからではないかと説いている。